# Vincenc
Vincenc (nebo také Vincent, či lidově Vincek) je mužské křestní jméno latinského původu s významem „vítězný, vítězící“. Podle českého kalendáře má svátek 14. dubna. Česká forma tohoto jména je Čeněk.
Ženská podoba tohoto jména je Vincencie.

## Statistické údaje
Následující tabulka uvádí četnost jména v ČR a pořadí mezi mužskými jmény ve srovnání dvou roků, pro které jsou dostupné údaje MV ČR – lze z ní tedy vysledovat trend v užívání tohoto jména:
| Rok       | Četnost    | Pořadí   |
| 1999      | 1192       | 146.     |
| 2002      | 1019       | 153.     |
| Porovnání | o 173 méně | o 7 hůře |
| 2006      | 779        | 197.     |

Změna procentního zastoupení tohoto jména mezi žijícími muži v ČR (tj. procentní změna se započítáním celkového úbytku mužů v ČR za sledované tři roky 1999-2002) je -13,9 %, což svědčí o strmém poklesu obliby tohoto jména.

## Známí nositelé jména
svatí
- Svatý Vincenc Ferrerský (1350–1419) – španělský kněz a dominikán
- Svatý Vincent Lerinský († kolem 440) – francouzský mnich a teolog
- Svatý Vincenc de Paul (1581-1660) – francouzský kněz a zakladatel nemocnic

křestní jméno
- Vincenc Beneš – český malíř
- Vincent John Cusano – americký kytarista Kiss
- Vincenc Červinka – český novinář a překladatel
- Vincenc Červinka – český a československý politik, poúnorový poslanec KSČ a představitel města Gottwaldov (1901-1982)
- Vincent D'Onofrio – americký herec
- Vincenc Dvořák – český fyzik
- Vincent Furnier – skutečné jméno amerického zpěváka Alice Coopera
- Vincenc Jarolímek – český matematik
- Vincent Lecavalier – kanadský hokejista
- Vincent van Gogh – nizozemský malíř
- Vincent Perez – francouzsko-švýcarský herec a režisér
- Vincent Price – americký herec
- Vincenz Priessnitz – německý lékař z Jeseníku
- Vincent Venera – český malíř, básník a hudebník, bývalý zpěvák skupiny Svatý Vincent

příjmení
- Alex Vincent – americký bubeník

- Gene Vincent – americký zpěvák
- Joyce Vincent – Britka, jejíž smrt nikdo nezaznamenal po celé dva roky

## Jiní Vincentové
- Vincent – hlavní hrdina stejnojmenného krátkého animovaného filmu zrežírovaného Timem Burtonem. Vincent je sedmiletý chlapec, který se nepovažuje za normálního chlapce, ale za naprosto abnormálního člověka, který si stvořil zombie-psa a truchlí pro manželku, kterou mu pohřbili za živa.
- Vincent Vega – postava z filmu Pulp fiction
- Vincent Valentine – postava z PC her a filmů Final Fantasy
- Piramide Vincent – vrch v masivu Monte Rosa
- Vickers Vincent – britské letadlo